# Diocese de Lucknow
A Diocese de Lucknow (Latim:Dioecesis Lucknovensis) é uma diocese localizada no município de Lucknow, no estado de Utar Pradexe, pertencente a Arquidiocese de Agra na Índia. Foi fundada em 12 de janeiro de 1940 pelo Papa Pio XII. Com uma população católica de 8.500 habitantes, sendo 0,0% da população total, possui 37 paróquias com dados de 2018.

## História
Em 12 de janeiro de 1940 o Papa Pio XII cria a Diocese de Lucknow a partir da Arquidiocese de Agra e da Diocese de Allahabad. Em 1989 a Diocese de Lucknow perde território para a formação da Diocese de Bareilly.

## Lista de bispos
A seguir uma lista de bispos desde a criação da diocese em 1940.
|                   | Nome                           | Período           | Notas                     |
| Bispos de Lucknow | Bispos de Lucknow              | Bispos de Lucknow | Bispos de Lucknow         |
| ----------------- | ------------------------------ | ----------------- | ------------------------- |
| 6º                | Gerald John Mathias            | 2007 - atual      |                           |
| 5º                | Albert D'Souza                 | 1992 - 2007       | Nomeado arcebispo de Agra |
| 4º                | Alan Basil de Lastic           | 1984 - 1990       | Nomeado arcebispo de Deli |
| 3º                | Cecil DeSa                     | 1971 - 1983       | Nomeado arcebispo de Agra |
| 2º                | Albert Conrad De Vito, OFM Cap | 1946 - 1970       | Faleceu no cargo          |
| 1º                | Joseph Angel Poli, OFM Cap     | 1940 - 1946       | Administrador apostólico  |